# 日高門別インターチェンジ
日高門別インターチェンジ（ひだかもんべつインターチェンジ）は、北海道沙流郡日高町緑町（旧門別町）にある日高自動車道のインターチェンジである。
道央自動車道方面出入口のみのハーフインターチェンジである。

## 歴史
- 2012年（平成24年）3月17日 : 日高富川IC - 日高門別IC間（門別厚賀道路）が開通[2]。
- 2018年（平成30年）4月21日 : 日高門別IC - 日高厚賀IC間（門別厚賀道路）が開通[3]。

## 周辺
周辺は軽種馬の生産地で、牧場や関連施設が多い。
- 日高軽種馬農業協同組合門別支所・門別診療所
- 専修学校 優駿学園 アニマル・ベジテイション・カレッジ 日高キャンパス
- サンシャイン牧場
- 豊郷夢民村ユースホステル
- 日高町役場
- 日高町立門別国民健康保険病院
- 門別わかば保育所

## 接続する道路
- 直接接続
  - 北海道道351号正和門別停車場線

- 間接接続
  - 国道235号（一般道路）

## 隣
E63 日高自動車道（門別厚賀道路）
(6) 日高富川IC - (7) 日高門別IC - (8) 日高厚賀IC